# Исчезновение Элеанор Ригби
«Исчезновение Элеанор Ригби» (англ. The Disappearance of Eleanor Rigby) — общее название трёх фильмов режиссёра Неда Бенсона, в главных ролях Джессика Честейн и Джеймс Макэвой. Это полнометражный дебют Неда Бенсона. Изначально были сняты и смонтированы две части: «Исчезновение Элеанор Ригби: Он» и «Исчезновение Элеанор Ригби: Она», представляющие собой две самостоятельные версии одной истории. Позже режиссер перемонтировал их в один фильм, «Исчезновение Элеанор Ригби: Они» (в российском прокате шла именно эта версия). «Он» и «Она» были показаны на Кинофестивале в Торонто в 2013 году. «Они» был показан на Каннском кинофестивале в 2014 году.

## Сюжет
Конор и Элеанор живут на Манхэттене. Они женаты уже несколько лет, хотя очень разные. Она учится в университете. Он – владелец небольшого ресторана. Её семья (папа – профессор, мама – скрипачка) в свое время не очень благосклонно отнеслась к выбору дочери. Его отца вообще мало интересуют дела сына. Но для Конора и Элеанор все это не имеет никакого значения, потому что они создали свой собственный мир, наполненный любовью. Жизнь для них словно легкая, интересная и красивая игра. Но драматические события меняют всё, их идеальный мир рушится, и Элеанор решает исчезнуть.

## В ролях
- Джессика Честейн — Элеанор Ригби
- Джеймс Макэвой — Конор Ладлоу
- Виола Дэвис — профессор Лилиан Фридман
- Изабель Юппер — Мэри Ригби
- Уильям Хёрт — Юлиан Ригби
- Джесс Вейкслер — Кэти Ригби
- Билл Хейдер — Стюарт
- Нина Арианда — Алексис

## Производство
Съёмки начались летом 2012 года в Нью-Йорке, продлились около 40 дней и завершились в конце августа того же года.

## Критика
Фильм был встречен в основном положительными отзывами. На сайте «Rotten Tomatoes», фильм имеет рейтинг 62%, основанных на 77 обзорах, со средней оценкой 6.5/10. Консенсус сайта гласит: «Во главе с сильными выступлениями Джессики Честейн и Джеймса Макэвоя, „Исчезновение Элеанор Ригби“ — это навязчивое оригинальное размышление о любви и потере».